# Liste der Siedlungen des Landkreises Lüchow-Dannenberg

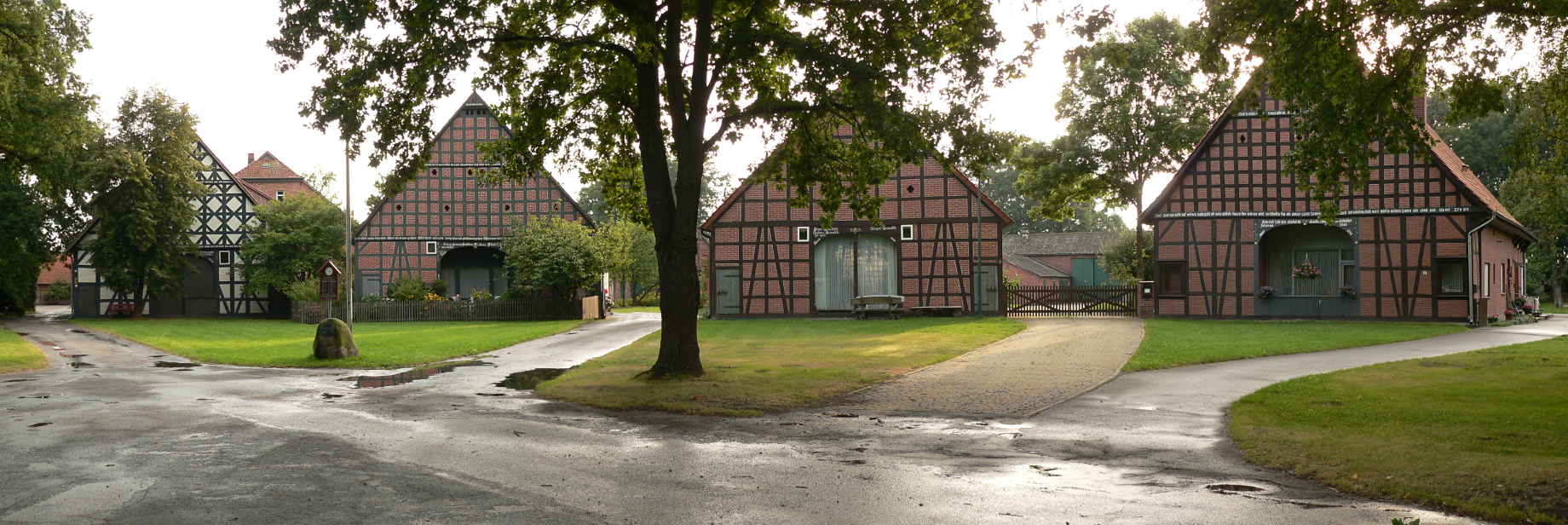
Rundlingsdorf Schreyahn

Die Liste der Siedlungen des Landkreises Lüchow-Dannenberg beschreibt die Städte, Flecken und Dörfer des Landkreises gegliedert nach Dorfformen sowie die Herkunft ihrer Namen.

## Städte und Flecken
Die Städte und Flecken des Landkreises Lüchow-Dannenberg sind:

### Städte
- Dannenberg (Elbe) (slawisch Wajdars, 15.–18. Jahrhundert)
- Hitzacker (Elbe) (slawisch Ljauci, 15.–18. Jahrhundert) (umgangssprachlich Hiddos Acker – Boden des Ritters Hiddo), Bestand von Stadt- und Geschäftshäusern ab 1670
- Lüchow (Wendland) (slawisch Ljauchüw, 15.–18. Jahrhundert)
- Schnackenburg
- Wustrow (Wendland) (slawisch Wôstrüw, 15.–18. Jahrhundert) (slawisch: Insel bzw. Inselchen)

### Flecken
- Bergen an der Dumme
- Clenze (slawisch „Kloncka“, 15.–18. Jahrhundert)
- Gartow

## Dörfer

### Rundlingsdörfer

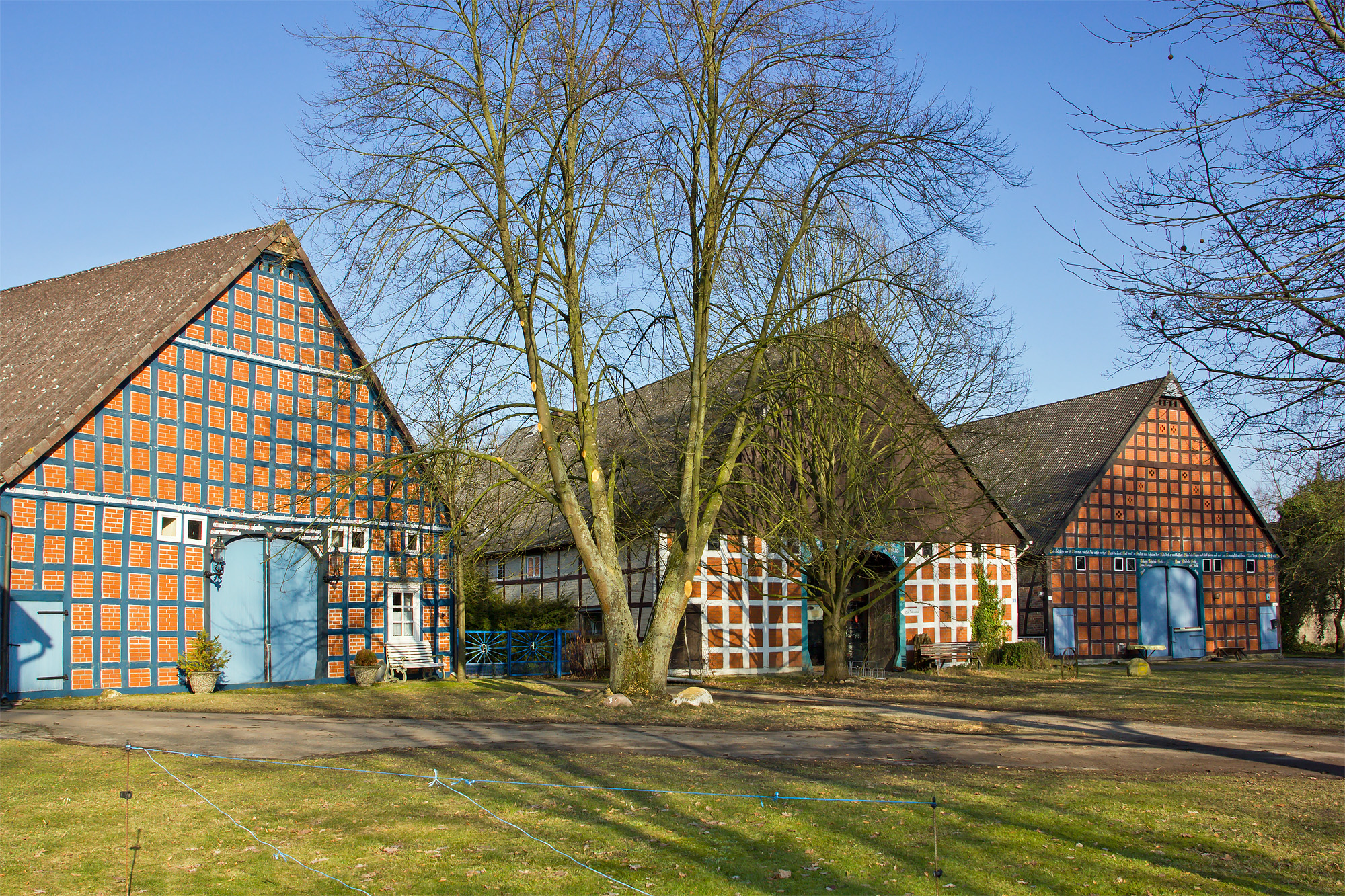
Hallenhäuser im Rundling Güstritz nordwestlich von Wustrow

- Bausen: Bis weit ins 17. Jahrhundert, vier Vollhöfe, später Teilung in acht Halbhöfe. Eichen aus dem 19. Jahrhundert.
- Beesem: Traditionelle Bausubstanz mit niederdeutschen Hallenhäusern als Vierständerhäuser des 19. Jahrhunderts, zwei große Fachwerkscheunen.
- Belitz: (poln. belyj = weiß) Traditionelle Zwei- und Vierständerhäuser des 19. Jahrhunderts
- Beutow: (slaw. Sitz des Byt) Großer Rundling, Vierständerhäuser des 19. Jahrhunderts, Inschriften an zwei Fachwerkgiebeln erinnern an frühere Brandstiftung.
- Bischof: Modernisierter Rundling, erhalten blieben Dorfplatz, Findlingsmauern, Tränkekuhle, Hofgehölze.
- Bockleben: Siedlungsbild eines sich auflösenden Rundlings. Prächtiges zweigeschossiges Ziegelsteinhaus 1894.
- Breese im Bruche: (slaw. breza = Birke) Gutsdorf, hier lebten von 1517 bis 1928 die Fürsten Grote, ein weitverzweigtes Geschlecht. Zu den Besitzungen der Familie gehören im Wendland auch Schnega und Braudel. Einziger Rundling mit Zweiständerhaus (1708), Dreiständerhaus (1750) und Vierständerhaus (1823) nebeneinander.
- Bückau: (poln. buky = Buche) Rundling auf einer Warft, Dreiständerhaus von 1718.
- Bussau: (slaw. Besitzdorf des Budes) Vierständerhäuser des 19. Jahrhunderts in harmonischer Einheitlichkeit eng nebeneinander. Dieser Musterrundling soll in ein Museumsdorf umgewandelt werden.
- Dalitz: (slaw. döl = Tal) Ein seit dem 14. Jahrhundert nachweisbares Halbrund aus drei Höfen. Zwergform eines Rundlings mit nur angedeutetem Platz. Zwei Vierständerhäuser von 1794 und 1832.
- Dambeck: (poln. damb = Eiche) Sackgassenartiges Wurtendorf. Sehr schönes Dreiständerhaus von 1706 mit aufwendiger Zimmerung. Vier Zweiständerhäuser von 1734, 1801, 1851 und 1909.
- Diahren: (slaw. tgorda = fest, hart) Rundling mit fast unverändertem Ortsbild des 19. Jahrhunderts, im Nordteil des sackgassenartigen Dorfes wurden vom 18. Jahrhundert an die Hauptgebäude etwas auf die Höfe zurückgenommen. Vier Vierständerhäuser von 1808. Reste von Findlingseinfriedigungen, sie kommen im Drawehn vom Westen her nur bis zu dieser Gegend vor.
- Dolgow: (slaw. dolgyi = lang) Kleiner Rundling mit Vierständerhäusern des 19. Jahrhunderts
- Dünsche: Prächtiges Dreiständerhaus von 1734 mit reichverziertem Giebel, mehrere Vierständerhäuser von 1876.
- Ganse: Birnenförmig ausgebildeter Rundling.
- Gistenbeck: (früher: Strulleborn, was so viel wie schnell fließender Bach bedeutet. Hieß auch eine Zeitlang Gisteneick) Großer Rundling, ähnelt einem Angerdorf.
- Göttien: (slaw. Sitz des Chota) Gut erhaltener Rundling mit intaktem Siedlungsbild und traditioneller Bausubstanz des 18./19. Jahrhunderts. Jüngstes wendländisches Zweiständerhaus von 1806 und Zweiständer von 1614. Großer Dorfplatz mit Eichen.
- Gollau: Kleiner Rundling, Vierständerhäuser des 19. Jahrhunderts
- Granstedt: Zweiständerhaus des 18. Jahrhunderts mit reich gestaltetem Wirtschaftsgiebel.
- Groß Sachau: (slaw. Sitz des Cach) Großer Rundling des späten 20. Jahrhunderts, Laubhohlkranz in guter Ausbildung erhalten.
- Großwitzeetze: Großer, regelmäßiger Rundling, Vierständerhäuser des 19. Jahrhunderts, alter Baumbestand.
- Gühlitz: (slaw. gola = Heide) Kleiner, charakteristischer Rundling mit kaum verändertem Ortsbild des 18. Jahrhunderts. Sehr schönes Vierständerhaus von 1774. Dreiständerhaus von 1732, teilweise noch Lehmgeflechtausfachungen.
- Gümse: Resthof eines ehemaligen Vorwerkes mit den ältesten Gefügebauten des Kreises. Sehr gepflegtes Dreiständerhaus von 1794.
- Güstritz: (slaw. gäustar = Eidechse) Großer Rundling. Der südliche Teil brannte 1850 ab und wurde als Zeile mit 13 Hallenhäusern wieder aufgebaut. Im Norden und Westen Vierständerhäuser in ursprünglicher Aufreihung. Dreiständerhaus von 1716. Dorfteich.
- Jabel: (slaw. jablo = wilder Apfelbaum) Halb Rundling und halb Straßendorf. Diese heterogene Siedlungsform dokumentiert das Bemühen des 19. Jahrhunderts, in teilweise abgebrannten Dörfern für größere Brandsicherheit zu sorgen. Vierständerhäuser 1801–1869, alte Hopfenscheune.
- Jameln: (slaw. imela = Mistel) Weitgehend erhaltene Rundlingsstruktur. Ältestes erhaltenes Zweiständerhaus von 1681 (100 Taler-Haus), gut erhaltener Zweiständer 1719. Drei reetgedeckte Häuser.
- Jeetzel: (slaw. jesion = Esche) Sackgassenartiges Rundangerdorf mit Vierständerhäusern.
- Jiggel: Sackgassendorf mit erhaltenem Ortskern aus vier Höfen. Seltener Speicher und seltener Ziehbrunnen.
- Karmitz: Großer Rundling mit bauhistorisch bedeutendem Dorfbild.
- Klautze: Kleinrundling, Dreiständerhaus 1785.
- Klein Breese: (poln. breza = Birke) Gut erkennbare, durch Straßendurchbrüche gestörte Rundlingsstruktur, alter Baumbestand. Dreiständerhaus von 1798, drei Vierständerhäuser des 19. Jahrhunderts
- Klein Heide: Typischer Rundling auf hoher Wurt mit qualitätvoller Bausubstanz des 17.–19. Jahrhunderts, neun Hallenhäuser und reicher Baumbestand. Scheunen mit Flechtwerkwänden, sie dienten bis 1900 als Trockenanlage beim Hopfenbau. Findling mit Hochwassermarken. Seltener Ziehbrunnen.
- Klein Witzeetze: Gut erhaltene Vierständerhäuser.
- Klennow: (slaw. klen = Ahorn) Großer Rundplatz mit Vierständerhäusern. Sorgfältig restauriertes Vierständerhaus von 1783.
- Köhlen: (slaw. kola = Pfahl, Palisade) Sehr interessanter und geräumiger Rundling mit Vierständerhäusern, errichtet nach Großbränden 1794 und 1886. Alter Baumbestand.
- Kremlin: (slaw. kremin = kleine Steine) Kleiner Rundling, zwei Vierständer von 1804 und 1818.
- Kriwitz: (slaw. krivyj = krumm) Großer Rundling, die Hallenhäuser des 19. Jahrhunderts, lassen den damals vorhandenen Wohlstand erkennen. Steinerne Viehtränke von 1873.
- Krummasel: Vier gut erhaltene Vierständerhäuser und ein Zweiständerhaus des 19. Jahrhunderts.
- Künsche
- Küsten: Dorfplatz mit traditionellen Hallenhäusern und außergewöhnlichem Baumbestand. Dreiständerhaus von 1777. Friedenskirche mit  moderner Innengestaltung vom Künstler Jürgen Goertz.
- Lensian: (slaw. lanka = Sumpfwiese, Aue) Rundling mit Vierständerhäusern, erbaut nach den Bränden 1814 und 1843. Seltener alter Speicher 19. Jahrhunderts mit Ankerbalkenzimmerung und Vierständer-Längsdurchfahrtsscheune. Die Geschlossenheit des Rundlings wurde durch eine Straße zerstört.
- Loge: Sehr gut erhaltener Kleinstrundling aus vier Höfen. Die Vierständerhäuser wurden nach einem Brand 1782 errichtet.
- Luckau: (slaw. lauck = Lauch, Zwiebelfeld) Im Wendland anzutreffendes Rundangerdorf mit einigen Vierständerhäusern.
- Lübeln: (slaw. ljub = lieb) Sehr gut erhaltener Großrundling mit 12 Höfen. Traditionelle Hallenhäuser des 17.–19. Jahrhunderts. Dreiständerhaus von 1733. Rundlingsmuseum Wendlandhof.
- Mammoißel: (slaw. Sitz des Malomysl) Einer der besterhaltenen Rundlinge im Kreisgebiet mit zehn Hallenhäusern. Schönes Vierständerhaus von 1777 mit altertümlicher Zimmerung (diagonales Fachwerk- und Ziegelmuster). Dreiständerhaus des 17. Jahrhunderts auf Hof Nr. 2.
- Marleben: Kleiner, durch Brände 1795 und 1883 veränderter Rundling.
- Marlin: Zwei Vierständerhäuser 1780 und 1783.
- Mehlfien: Kleiner Rundling, ovaler Dorfplatz. Vierständerhaus von 1810. Das Siedlungsbild zeigt bis heute seltene, unbebaute Hofstellen, die bereits im Mittelalter wüst lagen.
- Metzingen: Rundlingsartiges Dorf in der Gemeinde Göhrde, vollkommen überkommenes Zweiständerhaus 1864.
- Meuchefitz: (slaw. Sitz des Mych) Nierenförmiger Dorfplatz mit sieben Vierständerhäusern.
- Nauden: Die drei Höfe bilden eine Halbrundform. Ähnlich wird man sich die Urform der heutigen Rundlinge vor Hofteilungen und Nachsiedlungen vorstellen müssen.
- Naulitz: (slaw. novi = neu) Ovales Rundangerdorf. Abwechslungsreiche Fachwerkgiebel prägen ein lebendiges Ortsbild. Zwei Vierständer des 18. Jahrhunderts
- Nienbergen: Doppeldorf aus Groß und Klein Niendorf, fast alle Höfe umgebaut. Vierständer 1804.
- Nienwedel: Wurtendorf mit gut ablesbarer Rundlingsstruktur. Vierständerhaus und Längsdurchfahrtsscheune des 19. Jahrhunderts
- Pannecke: Kleiner Rundling mit Vierständerhäusern des 19. Jahrhunderts, sehr qualitätvolles Zweiständerhaus des 17. Jahrhunderts
- Prabstorf: Kleines Halbrund auf einer Wurt.
- Predöhlsau: (slaw. predole oder predoly = Talgelände, vor dem Tal) Rundling auf einer Warft. Reetgedecktes Zweiständerhaus von 1721. Ententeich.
- Prezier: (slaw. pre + zir = Ort am Weideland) Großer Rundling, alter Baumbestand. Vierständerhäuser des 19. Jahrhunderts.
- Prießeck: Fragmentarischer, veränderter Rundling; vom Wiederaufbau nach einem Großbrand 1780 sind noch einige überformte Dreiständerhäuser vorhanden.
- Püggen: (slaw. pogon = Weide) Großer, gut erhaltener Rundling mit elf erhaltenen, aber überformten Hallenhäusern. Zwei Dreiständerhäuser mit Giebeldreiecken von 1632 und 1658. Die Fronten belegen bereits für jene Zeit den Steilgiebel mit Backsteinausmauerungen im Wendland. Dreiständerhaus von 1651 (ehemalige Wassermühle), Schriftbalken Müllller mit vier „L“. Einzige Wendland-Mühle, die an einem Dorfplatz lag.
- Ranzau: Guterhaltener Rundling mit elf Vierständerhäusern des 19. Jahrhunderts, zahlreiche Gräben, Gehölzgruppen, kleine Äcker zeigen, dass die Rundform mit einer anders gearteten Landschaft als der im Drawehn zusammenhängt.
- Reddebeitz: (slaw. Personenname rdobyt) Kleiner Rundling. Seltenes Göpelhaus des 19. Jahrhunderts mit oktogonalem Grundriss und einzigartiger freitragender Dachkonstruktion.
- Reetze: (slaw. retschica = Flüsschen) Großer Rundling, einheitliches Dorfbild mit elf Vierständerhäusern 1809–1873.
- Rehbeck: Schönes Dreiständerhaus von 1712, Vierständerhäuser des 19. Jahrhunderts
- Reitze: (slaw. reka = Fuß) Kleiner Rundling, Dreiständerhaus von 1777.
- Saaße: (slaw. sas = Sachse) Geschlossen und harmonisch wirkender Rundling mit Vierständerhäusern nach 1822, eindrucksvolle Findlingsmauern.
- Salderatzen: Kleiner Rundling, Zwei- und Vierständerhäuser des 18. Jahrhunderts, Scheunen des 19. Jahrhunderts
- Satemin: (slaw. Besitzdorf des Setema) Erstmals 1330 erwähnt. Ehemaliger Marktort der Wenden. Hervorragend erhaltener Großrundling, eines der eindrucksvollsten Ortsbilder des Wendlandes. Ursprünglich zwei Dörfer, Satemin und Prilip, sind hier zusammengewachsen. Die Häuser stammen aus der Zeit nach dem großen Feuer von 1850, die Giebelspruchbalken weisen darauf hin. Der Wiederaufbau vollzog sich in nur wenigen Monaten mit nahezu einheitlichen Hausgrundrissen, Gebäudegrößen und Fachwerkgliederungen.
- Schmarsau: (slaw. smarz = Morchel) Großer Rundling mit Vierständerhäusern, überwiegend nach einem Großbrand 1849 errichtet.
- Schreyahn: Mehrfach ausgezeichnet im Dorfwettbewerb. Zehn Vierständerhäuser des 18. und 19. Jahrhunderts mit abwechslungsreich gezimmerten Giebelgliederungen repräsentieren diesen hervorragend erhaltenen Rundling.
- Schwiepke: (slaw. swiepiet = Waldbienenstock) Ehemaliger Rundling, 1856 durch Großbrand zerstört. Erst drei, später vier Vollhöfe. Vierständerhaus von 1857. Mittelpunkt des Niederen Drawehn, hier sagt man „Swiepki liegt minn'n in de Welt“.
- Seerau im Drawehn: (slaw. zirava = Weideland) kleiner Rundling
- Seerau bei Hitzacker: (slaw. zirava = Weideland) Rundling und Wurtendorf.
- Süthen: (slaw. suty = reichlich oder Sitz des Sutek) Kleiner Rundling. Dreiständerhaus des 18. Jahrhunderts, schönes Vierständerhaus von 1787. Auf dem Halbhof des Erbschulzen schrieb der Bauer Johann Parum Schultze 1725–40 zwei wichtige Quellenwerke: eine Heimatchronik und ein Vokabular seiner wendischen Muttersprache. Das Zweiständerhaus von 1710 wurde in das Museumsdorf Lübeln versetzt.
- Thunpadel: (slaw. Personenname Tupadlo) Sehenswerter Rundling mit Gebäuden aus unterschiedlichen Zeiten und hoher Denkmaldichte. Gebietstypische Halbwalmgiebel. Weitbogiges Runddorf auf der Geest mit altem Eichenbestand.
- Tolstefanz: (slaw. tolsty = dick, wans = Schnurrbart) Regelmäßiger Rundling mit Vierständerhaus von 1873 und Dreiständerhaus von 1761.
- Trabuhn: (slaw. Grasstelle) Großer, in seiner Struktur gut erhaltener Rundling, Vierständer 1850.
- Tramm: Zwei- und Vierständerhäuser.
- Vasenthien: (slaw. Ort des Varsenta) Rundling und Straßendorf.
- Weitsche: Rundlingsmerkmale im Süden, durch Aus- und Nachsiedlung im 19. Jahrhundert entstandenes zweizeiliges Reihendorf im Norden. Zwei-, Drei- und Vierständerhäuser mit reich verzierten Wirtschaftsgiebeln.
- Zargleben: Kleiner Rundling, Vierständerhaus von 1808 mit Längsscheune und Speicher von 1830.
- Zeetze: Kleiner Rundling mit zwei Vierständerhäusern von 1798 und 1862.

### Reihendörfer

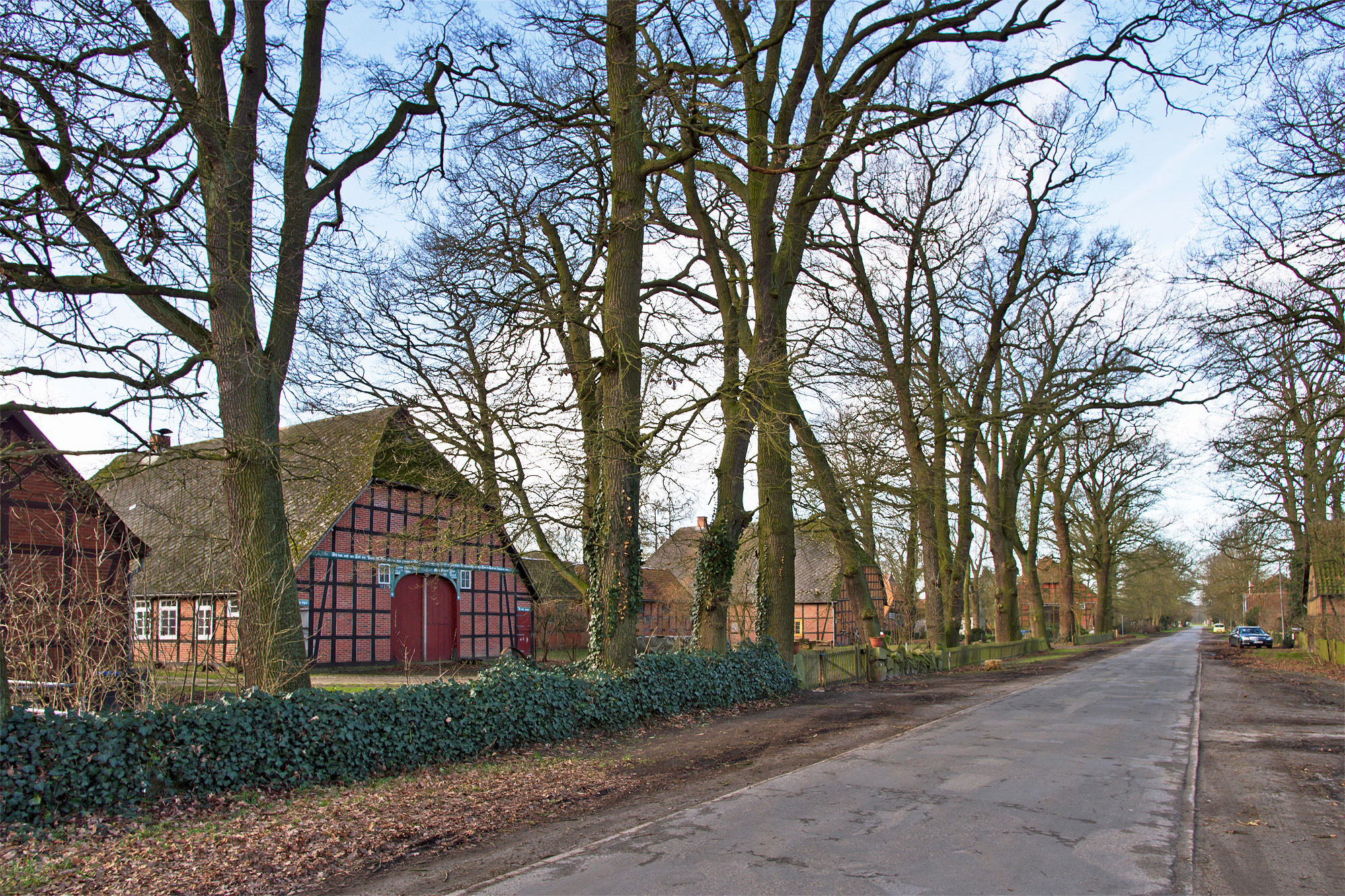
Straßendorf Breese in der Marsch nordöstlich von Dannenberg

Verheerende Brände in den eng bebauten Rundlingsdörfern und ihren meist mit Stroh gedeckten Hallenhäusern ließen es ratsam erscheinen, den Dörfern beim Neuaufbau eine andere Form zu geben, bei der die Gebäude weiter auseinander standen. So entstanden im Wendland einige Reihen- oder Straßendörfer. Andere sind vermutlich in einer jüngeren Periode des Landausbaues als neue Straßendörfer entstanden.
- Blütlingen: Zweizeiliges Reihendorf. Seltene Dreiständerhäuser von 1667 und 1731, Vierständerbau von 1787. Bergarbeitersiedlung des Kalibergwerkes (1908–1926).
- Breese in der Marsch: (slaw. breza = Birke) Zweizeiliges Straßendorf mit hoher Denkmaldichte. Die Hallenhäuser des 19. Jahrhunderts entstanden nach dem großen Brand von 1834 mit für diese Gegend typischen Krüppelwalmdächern. Ein Siedlungsbild mit altem Baumbestand in seltener Geschlossenheit.
- Dangenstorf: Großes zweizeiliges Straßendorf, nach Bränden 1869 und 1874 mit Vierständerhäusern neu aufgebaut. Alter Baumbestand.
- Groß Breese: (poln. breza = Birke) Ehemaliger Rundling, 1842 nach Brand in ein zweizeiliges Reihendorf umgewandelt. Vierständerhäuser, Eichenbestand.
- Kiefen: (slaw. kyj = Holzknüppel, Stock) Einzeiliges Straßendorf, 1775 als Vorwerk für 16 Kossater angelegt.
- Kussebode: (slaw. kosa = Sense und büst = stechen, wohl Scherzname Sensenstecher) Nach Brand Umwandlung des Rundlings in ein Reihendorf.
- Laasche: (poln. las = Wald, oder laz = Stelle, wo Wald ausgerodet ist) Straßendorf des 19. Jahrhunderts, zwei Querdielenhäuser.
- Langendorf: Zweizeiliges Reihendorf, erstmals 1318 erwähnt. Seltenes Pfarrwitwenhaus von 1748, seltene Torscheunen und Zwei- und Vierständerbauten des 17.–19. Jahrhunderts
- Lanze: (slaw. lanka = Wiese, Aue) Zweizeiliges Straßendorf, 1802 nach einem Brand im Rundling neu angelegt. Vierständerbauten, Eichenbestand, gotische Kirche, landwirtschaftlich geprägt.
- Lichtenberg: Größtes Straßendorf des Wendlandes, Vierständerhäuser des 19. Jahrhunderts
- Lübbow: (slaw. ljub = lieb, angenehm, Besitzdorf des Ljubo) Zweizeiliges Reihendorf mit Hallenhäusern des 19. Jahrhunderts
- Lüsen: Zweizeiliges Reihendorf, die Vierständerbauten wurden nach dem Großbrand von 1829 errichtet.
- Müggenburg: Zweizeiliges Straßendorf, einheitliches Ortsbild mit Vierständerbauten.
- Nebenstedt: Zweizeiliges Straßendorf, nach dem Brand von 1836 neu angelegt, Zwei- und Vierständerhäuser.
- Nemitz (Trebel): (slaw. nemci, der Name der Deutschen im slawischen Munde) Ehemaliger birnenförmiger Rundling, nach dem Brand von 1815 in ein zweizeiliges Reihendorf umgewandelt, Vierständerhallenhäuser. Ansprechendes gepflegtes Dorfbild mit Lindenallee.
- Nienwalde: Vor 1935 Niendorf, bereits 1360 erwähnt. Weiträumiges zweizeiliges Straßendorf mit gepflegtem Ortsbild in einem 150-jährigen Eichenhain. Nach einem Großbrand 1836 neu an höher gelegener Stelle angelegt.
- Pisselberg: Nach einem Totalbrand 1847 neu errichtet, ausschließlich Vierständerbauten. Prächtiger Baumbestand.
- Platenlaase: (Platos Wald, aus poln. las = Wald und dem Familiennamen v. Plato) Ehemals regelmäßiger Rundling, nach einem Großbrand 1802 in ein zweizeiliges Straßendorf umgebaut, die Rundlingsstruktur aber noch erkennbar. Ein Dreiständerhaus von 1802 und mehrere Vierständerbauten des 19. Jahrhunderts. Seltenes zweigeschossiges Fachwerkwohnhaus von 1936.
- Rebenstorf: Schönes Straßendorf, nach Totalbrand 1834 einheitlicher Neuaufbau mit Vierständerhäusern.
- Schaafhausen: Ehemaliger Rundling, 1824 nach Brand in ein einzeiliges Reihendorf umgewandelt, Vierständerhäuser.
- Simander: 1834 als Rundling abgebrannt und als Straßendorf mit Vierständerhäusern neu errichtet.
- Volzendorf: (slaw. Dorf des Voltschek) Ehemaliger Rundling, nach Großbrand 1834 als Reihendorf mit Vierständerhäusern neu aufgebaut. Sehr frühes Querdielenhaus 1834.
- Woltersdorf: Großes Straßendorf, Zweiständerhaus des 18. Jahrhunderts, zwei Vierständer von 1828.

### Marschhufen- undWurtendörfer
Das Überschwemmungsgebiet der Elbe konnte erst nach der Landsicherung und -entwässerung bewirtschaftet und in stärkerem Maße besiedelt werden. Eine planmäßige Kolonisation der Elbmarsch begann im 13. Jahrhundert. Die Anlage der Marschhufendörfer setzte Anschüttungen (Wurten, Warften) oder die Eindeichung der Marschen voraus. So konnten hinter dem neugebauten Deich und den zwischen den Hufen angelegten Entwässerungsgräben bisher brachliegende, feuchte Elbmarschflächen in fruchtbares Ackerland umgewandelt werden. Zahlreiche Marschhufendörfer mit ihren sehr schmalen, aber bis zu mehreren Kilometern langen, parallel hinter den Höfen liegenden Acker- und Wiesenstreifen (Hufen) wurden von holländischen Siedlern planmäßig angelegt. Die große Länge und geringe Breite der Flurstücke erklärt sich aus der Deichunterhaltungspflicht, die für jeden Anlieger abhängig von der Breite der Hufen hohe Lasten mit sich brachte.
- Barnitz: Hervorragende Hallenhäuser des 17.–19. Jahrhunderts. Seltene Zweiständer-Hirtenkate von 1803, im Dielentorsturz sind alle fünf damaligen Barnitzer Hofbesitzer als Bauherren aufgeführt. Seltenes Backhaus von 1721.
- Brandleben: Gut erhaltene Siedlungsstruktur mit hervorragenden Hallenhäusern des 18./19. Jahrhunderts.
- Damnatz: (slaw. damb = Eiche) Zweizeiliges Marschhufendorf. Seltener Speicher um 1700, Torscheune von 1765 und hervorragende Hallenhäuser des 17.–19. Jahrhunderts.
- Grabau: Wurtendorf mit Rundlingsstruktur. Gut erhaltenes Zweiständerhaus und Längsdurchfahrtsscheune des 19. Jahrhunderts.
- Gummern: Grenzkate, altes Landarbeiterhaus von 1789. Querdielenhäuser und seltenes Göpelhaus des 18. Jahrhunderts
- Holtorf: Wurtendorf mit Querdielenhäusern des 18. Jahrhunderts.
- Kapern: (slaw. kopr = Dill) Zweizeiliges Marschhufendorf mit Querdielenhäusern des 18. Jahrhunderts
- Landsatz: (slaw. lanka = Krümmung, Bucht, Wiese, Aue) Marschhufendorf mit vollständig erhaltenem Zweiständerhaus von 1731 und Zweiständer von 1801 mit reich gestaltetem Wirtschaftsgiebel.
- Liepehöfen: Hof auf einer Wurt gelegen.
- Penkefitz: Wurtendorf mit eindrucksvollem Ortsbild. Zweiständerhäuser von 1752 und 1798 sowie ein für diese Region seltenes Vierständerhaus.
- Seedorf: Wurtendorf mit einheitlicher Bausubstanz des 19. Jahrhunderts. Die Vierständerhäuser wurden nach einem Dorfbrand 1824 errichtet.
- Wussegel: Wurtendorf, es wurde im 14. Jahrhundert Wuzzezegkele geschrieben, ein in Deutschland einmaliger Ortsname. Gepflegtes Zweiständerhaus von 1764.

### Andere Dörfer und ländliche Bauten

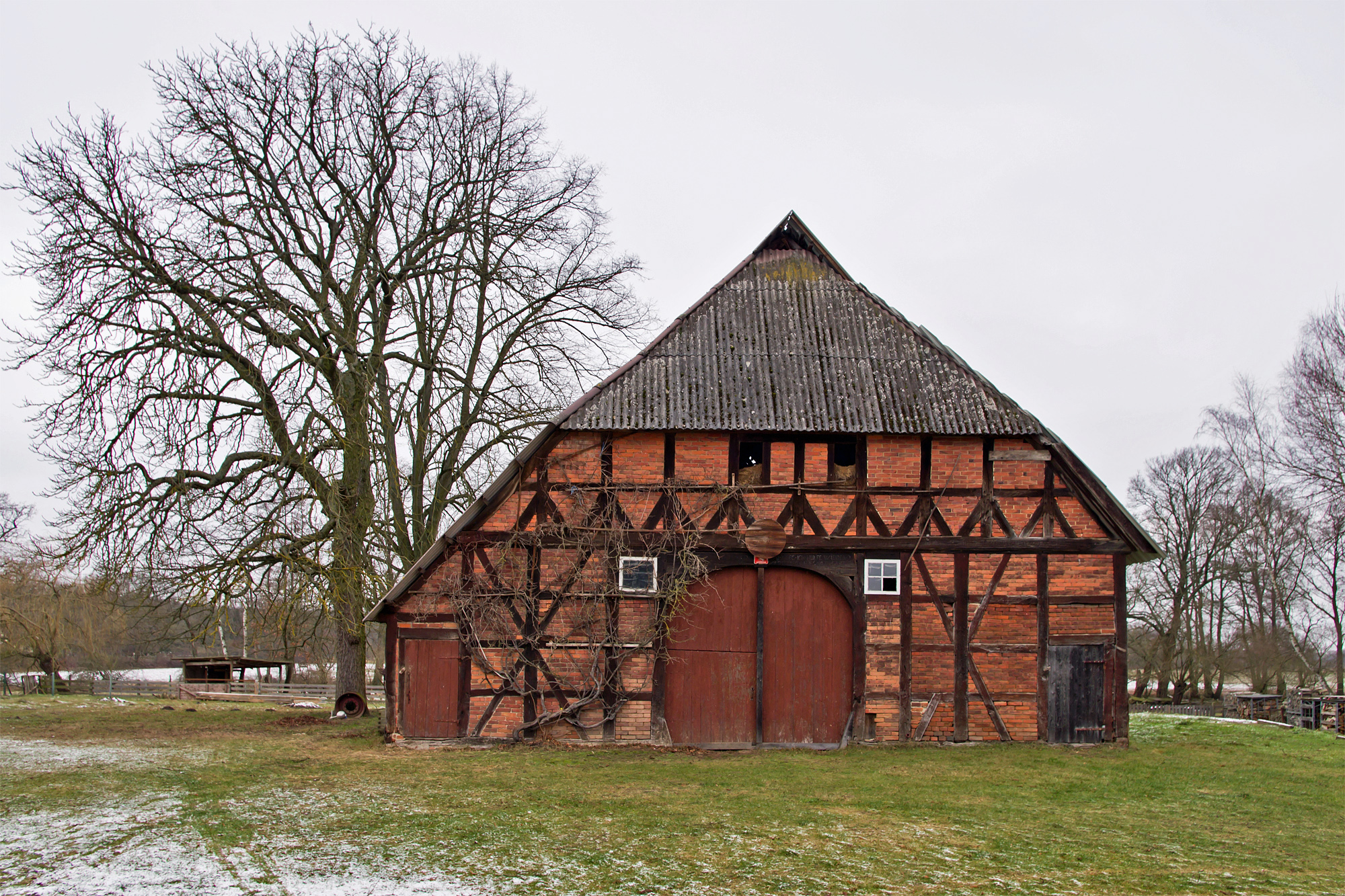
Dreiständerhaus von 1768 in Streetz nordwestlich von Dannenberg

- Banzau: Gut erhaltene Bausubstanz.
- Banneick
- Bösel: Einziges Rechteckplatzdorf im Landkreis. Repräsentative Fachwerkwohnhäuser.
- Bredenbock: Großes Zweiständerhaus von 1793.
- Breselenz: (slaw. breza = Birke und lanka = Krümmung, Bucht, Sumpfwiese, Aue). Dorf mit Rundlingsmerkmalen, zahlreiche Brände im 19. Jahrhundert. Alte seltene Häuser in der Dorfstraße 11, 13, 15, 19.
- Breustian: (slaw. brest = Ulme) Vierständer 1822.
- Corvin: (carbevin = Buschwerk auf feuchtem Gelände). Ältestes Vierständerhaus von 1739 im Landkreis. Seltener Feldsteinschafstall.
- Dommatzen: (poln. damb, dumb = Eiche) Bis ins 18. Jahrhundert ein herrschaftliches Vorwerk. Prächtiges Fachwerkhaus von 1903 mit reichem Dekor in einem parkartigen Garten.
- Gamehlen: (poln. ghimil = Honig) Seltener ehemaliger Schafstall mit Findlingssockel und tief herabgezogenem Dach.
- Gartow-Buchhorst: Fachwerk-Gärtnerhaus von 1714, parkähnlicher Garten mit kalifornischem Mammutbaum.
- Gedelitz: (slaw. Sitz des Chota) Schönes Straßenbild mit breiter Dorfstraße und altem Eichenbestand.
- Gielau: Seltener ehemaliger Schafstall des 18. Jahrhunderts aus Feldsteinen.
- Glienitz: (slaw. glina = Lehm) Gepflegtes Zweiständerhaus 1782.
- Gohlau: Dreieckiger Siedlungsplatz im Hohen Drawehn.
- Göhr: Seltene Torscheunen.
- Gorleben: Entscheidend für das heutige Ortsbild war 1899 ein Brand sowie größere Schäden 1945. Dreiständerhaus von 1769, Zweiständerforsthaus von 1772, Querdielenhaus von 1862.
- Govelin: Schönes Geestdorf in der Göhrde, schöne Eichenallee und alter Baumbestand.
- Grabow: Mehrere Vierständerhäuser 1844–1849, Längsscheune von 1814.
- Grippel: Im Originalzustand erhaltene Vierständerhäuser des 19. Jahrhunderts. Prächtiges Dreiständerhaus des reitenden Försters Zacharias Holzhausen von 1706.
- Groß Gusborn: Qualitätvolles Zweiständerhaus um 1700, seltener Ziehbrunnen.
- Groß Heide: Ehemaliges, im Zweiten Weltkrieg stark zerstörtes Rundlingsdorf, Zweiständerhaus von 1769.
- Gut Hagen: Ehemaliges Vorwerk des Gutes Dötzingen, wurde als Schäferei genutzt. Seltene Gutsscheune von 1734.
- Katemin
- Kähmen
- Klein Gaddau: (slaw. goddeue = Besitzdorf des Godo) Zweiständerhaus von 1722.
- Klein Gusborn: Ehemaliger Rundling, nach Bränden 1846 und 1858 neu strukturiert. Geräumige Vierständerbauten des 19. Jahrhunderts, zwei sehr alte Zweiständerhäuser von 1695, Längsscheune von 1822, alter Speicher.
- Klein Kühren: Schifferdorf an der Elbe. Seltenes Göpelhaus von 1881, bis 1930 in Betrieb.
- Kollase: (poln. las = Wald) Zwei Zweiständerhäuser von 1757 und 1811.
- Königshorst: 1840 erbautes, spätklassizistisches Verwalterhaus.
- Krautze: Dreiständerhaus von 1756, Vierständerhaus von 1883.
- Laase: (poln. las = Wald oder laz = Stelle, an der der Wald ausgerodet ist) Zweiständerhäuser des 17. und 18. Jahrhunderts, seltene Torscheune von 1708.
- Langendorf-Cacherien: Doppeldorf, sechs zum Teil gut erhaltene Zweiständerhäuser 1659–1768, Torscheune von 1718. Backsteinwohnhaus von 1913, ein prächtiges Zeugnis bäuerlicher Selbstdarstellung aus wilhelminischer Zeit.
- Langenhorst: Wurtendorf in der Jeetzelniederung. Dreiständerhaus von 1775 mit Vierständerlängsscheune von 1882, Vierständerhaus von 1882 auf gut erhaltener Hofanlage, Vierständerhaus von 1806, Dreiständerhaus von 1805.
- Liepe: Schöne Zwei-, Drei- und Vierständerhäuser des 19. Jahrhunderts, ehem. Sitz des „Funkenshofes“
- Liepehöfen: (slaw. lipa = Linde). Wurtendorf in der Jeetzelniederung mit nur zwei Einwohnern. Seltene Hopfenscheune von 1850.
- Lomitz: (poln. limet = brechen, Windbruch) Das Dorf entwickelte sich vom kleinen Rundling durch umfangreiche Nachsiedlung zum großen Haufendorf. Bescheidene Vierständerhäuser des 19. Jahrhunderts.
- Lüggau: (poln. lug = morastiger Boden, sumpfiges Wiesenland) Stattliche Vierständerhäuser und ein Querdielenhaus. Alter Baumbestand.
- Meetschow: Gut erhaltenes Querdielenhaus.
- Nausen: Traditionelle, zum Teil unveränderte Hallenhäuser des 18. und 19. Jahrhunderts, seltenes Zweiständerhaus von 1713.
- Neritz: Direkt an das Nachbardorf Klennow angrenzend, mit vier alten Hofanlagen.
- Neu Darchau: Seltenes Fachwerk-Göpelhaus des 19. Jahrhunderts neben dem Fährhaus.
- Neu Tramm: Kasernenanlage von 1939.
- Prabstorf: Wurtendorf in der Jeetzelniederung mit eindrucksvoll geschlossenem Ortsbild und altem Baumbestand.
- Prezelle: 1752 erbaute, im Dorfzentrum gelegene Patronatskirche.
- Pudripp: Dreiständerhaus von 1716, sorgfältig renoviertes Zweiständerhaus von 1862.
- Quarnstedt: Ehemaliges Vorwerk des Gutes Gartow mit Gutsarbeiterhäusern des 18. Jahrhunderts. Große Kornscheune um 1700 mit drei Schüttböden. Seltener Ziehbrunnen.
- Quickborn: Siedlungsbild von seltener Geschlossenheit und hoher baugeschichtlicher Bedeutung. Hallenhäuser des 17.–19. Jahrhunderts in allen Konstruktionsarten, seltene Torscheunen. Alter Baumbestand. Kreissieger 1992 im Wettbewerb Unser Dorf soll schöner werden.
- Redemoißel: (slaw. Personenname Radomysl). Fast unverändertes, schön erhaltenes Dorfbild des frühen 19. Jahrhunderts, gilt als schönstes Drawehn-Dorf.
- Restorf: Zwei Zweiständerhäuser von 1723 und 1802, Vierständer von 1816.
- Riebrau: Haufendorfähnliche Kleinsiedlung. Fachwerkkirche mit Inneneinrichtung im Barockstil von 1763. Pfarrhaus von 1734, eines der ältesten Vierständerhäuser des Landkreises. Seltenes Pfarrwitwenhaus des 18. Jahrhunderts
- Rucksmoor: Lichtung mit Häusern des 18. Jahrhunderts des alten Vorwerks des Gutes Gartow.
- Sallahn: (slaw. solljahn, bezieht sich evtl. auf eine in der Nähe gelegene Quelle) Kleines Dorf mit auffallend reichem Baumbestand, Vierständerhaus von 1804.
- Satkau: (slaw. sadu = Garten). Kleines Dorf im Hohen Drawehn, schönes reetgedecktes Vierständerhaus von 1800 mit Krüppelwalmdach, alter Eichenbestand aus dem 18. Jahrhundert, Dorfteich.
- Schmardau: Mächtiges Vierständerhaus des 19. Jahrhunderts, Zweiständer des 18. Jahrhunderts, alter Baumbestand.
- Siedlung Prezelle: Weiler, der sich als Exklave im gemeindefreien Gebietes Gartow befindet
- Siemen: Altes Walddorf, Bausubstanz des 17.–19. Jahrhunderts im Ortskern. Zweiständerhaus von 1773, drei Dreiständerhäuser des 18. und 19. Jahrhunderts. Ein Dreiständerhaus wird dendrochronologisch in seinen Ursprüngen auf das Baujahr 1576 datiert und ist damit eines der ältesten Häuser des Wendlands. In der lehmgestampften „Deel“ dieses Haus stehen zwei Schwippbögen als alte, offene Herdstellen aus dem späten 17. oder frühen 18. Jahrhundert.
- Soven: (slaw. slaw. sova = Eule) Wurtendorf in der Jeetzelniederung, Dreiständerhaus von 1800.
- Splietau: 1870 durch einen Großbrand stark zerstört. Große Vierständerhäuser und vollständige Hofanlagen.
- Strachauer Rad: Seltene Hirtenkate des 18. Jahrhunderts, Vierständerhaus von 1886.
- Streetz: Sehr schöne Zwei-, Drei- und Vierständerhäuser des 18. und 19. Jahrhunderts
- Teichlosen: Sackgassendorf, 1848 nach Totalbrand des Rundlings neu errichtet.
- Teplingen
- Tiesmesland: Zwischen 1780 und 1880 erlebte das Dorf acht Brände. Großes nahezu unverändertes Vierständerhaus von 1846.
- Trebel: (slaw. trebiti = roden, ausroden). Erste Erwähnung: 1360. Ehemals zwei Siedlungen. Feldsteinkirche aus dem 13. Jahrhundert. Bauernhöfe des 17. und 18. Jahrhunderts in der Bäckerstraße und Klein Trebeler Straße. Zweiständerhaus von 1697, Dreiständer von 1692.
- Tüschau-Saggrian: (slaw. Besitzdorf des Tusek. Zagorjane = Ort hinter dem Hügel). Doppeldorf. Schönes Zweiständerhaus von 1721 und Vierständerhaus von 1791.
- Vietze: (vysok = hoch) Wohl eine langobardische Siedlungsgründung, erstmals 1360 genannt. Schifferdorf am Steilufer der Elbe. Mehrere Querdielenhäuser des 19. Jahrhunderts, seltener Ziehbrunnen.
- Wedderien: Dorf mit zwei Höfen. Hof 1 mit ungewöhnlich soliden Gebäuden des 19. Jahrhunderts, mächtiges Vierständerhaus von 1862 und zwei Scheunen. Alter Baumbestand, Feldsteinmauer.
- Winterweyhe: Seltener großer Fachwerk-Schafstall von 1751 auf Hof Nr. 2.
- Wirl: Ehemaliges Vorwerk des Gutes Gartow, Fachwerkgebäude von 1703 und 1725, heute Forsthaus.
- Zadrau: Geräumige Vierständerhäuser des 19. Jahrhunderts.
- Zebelin: Zweiständerhaus von 1746, Längsscheune von 1804.